# تمرين البطن
تمرين البطن هو نوع من تمارين القوة التي تؤثر على عضلات البطن. تتكون عضلات البطن البشرية من عضلات البطن المستقيمة، والعضلات المائلة الداخلية، والعضلات المائلة الخارجية، والعضلات المستعرضة للبطن. عند أداء تمارين البطن، من المهم فهم تأثيراتها ووظائفها وأنواع التمارين والتفكير في كيفية أداء هذا التمرين بأمان.

## التأثيرات
تمارين البطن مفيدة لبناء عضلات البطن. هذا مفيد لتحسين الأداء في بعض الرياضات، وآلام الظهر، والتغلب على الصدمات البطنية مثل تلقي اللكمات. وفقًا لدراسة أجريت عام 2011، أن تمارين عضلات البطن تزيد من قوة عضلات البطن وقدرتها على التحمل.  لقد كان هناك جدل كبير حول ما إذا كانت تمارين البطن لها أي تأثير على تقليل الدهون في البطن أم لا، فتوصلت الدراسة المذكورة أعلاه والتي أجريت عام 2011 إلى أن تمارين البطن لا تقلل من الدهون البطنية، ولتحقيق ذلك، يجب خلق عجز في إنفاق الطاقة وتناول السعرات الحرارية. تمارين البطن وحدها لا تكفي لتقليل الدهون البطنية ومحيط البطن. أظهرت نتائج أولية لدراسة أجريت عام 2006 أن ممارسة المشي تقلل من حجم خلايا الدهون البطنية تحت الجلد.

## وظائف عضلات البطن
تؤدي عضلات البطن العديد من الوظائف المهمة، بما في ذلك التنفس، والسعال، والعطس، والحفاظ على الوضعية والكلام. من وظائف البطن الأخرى أنها تساعد في وظيفة الدعم واحتواء الأحشاء، وتساعد في عملية الزفير والتغوط والتبول والقيء، وأيضًا في وقت الولادة. تستجيب العضلتان الداخليتان، العضلة المائلة الداخلية، والعضلة المستعرضة البطنية، بشكل أكبر لزيادات الدافع الكيميائي أو المرتبط بالحجم مقارنة بالعضلتين الخارجيتين، العضلة المستقيمة البطنية والعضلة المائلة الخارجية، والأساس وراء هذه الحساسية التفاضلية غير معروف.

## التدريب الأساسي
يمكن أن يؤدي عدم ممارسة التمارين الرياضية التي تركز على عضلات أساسية إلى خلق اختلالات في العضلات، بل إن فعالية التمارين الرياضية بعيدة كل البعد عما يمكن تحقيقه من خلال تخطيط تمرين متوازن. يستخدم تدريب الجذع في كثير من الأحيان تمارين التوازن، مثل تدريب عضلات البطن المستعرضة والعضلة متعددة الأجزاء، وتدريب الحجاب الحاجز، وتدريب عضلات قاع الحوض. تمارين القوة الأساسية التي يتم إجراؤها تهدف إلى المساعدة في التأثير على استقرار الجذع. إن هدف تدريب الجذع بالتأكيد ليس تطوير تضخم العضلات ولكن تحسين الاستعدادات الوظيفية للنشاط البدني. يتضمن هذا بشكل خاص تحسين التنسيق بين العضلات أو مزامنة العضلات المشاركة. كما إن إشراك القلب يعني أكثر من مجرد ضغط عضلات البطن أثناء الانحناء أو الجلوس. دور العضلات الأساسية هو تثبيت العمود الفقري. إن مقاومة التوسع أو الدوران مهمة بقدر أهمية القدرة على تنفيذ الحركة.

## تمارين البطن
هناك طرق متعددة للعمل على عضلات البطن ولكن إليك تمارين البطن المختلفة التي يمكن لأي شخص القيام بها والتي تكون فعالة وهي:
- تمرين شد البطن وهو أحد التمارين الأكثر شعبية، يقوم بتنشيط عضلات البطن الأربعة لأنه يقوم بثني العمود الفقري أثناء الاستلقاء مع وضع القدمين على الأرض مع رفع الجزء العلوي من الجسم لأعلى ثم للأسفل مرة أخرى. بالنسبة لأولئك الجدد على هذا التمرين، قد يساعد أداء هذا التمرين عن طريق تقاطع ذراعيهم ووضعهما تقاطعًا على صدرهم.

- تمرين اللوح البطني، لأنه يستخدم لتقوية جذعك وعضلاتك المائلة الداخلية والخارجية في مركزك. يتم أداء هذا التمرين عن طريق الاستلقاء على الوجه، والساقين مفرودتين مع ثني المرفقين، والإبقاء على التمرين في مكانه عن طريق وضع وزن الجسم على الساعدين. [9]

- تمرين الاستلقاء على الظهر ووضع الأقدام بزاوية 45 درجة أثناء تحريك القدمين كما لو كانوا يركبون دراجة. بالإضافة إلى ذلك، يمكن للأشخاص الاستلقاء مع وضع أيديهم على جانب الجسم ووضع كتاب على بطنهم أثناء رفع بطنهم لأعلى ولأسفل للشعور بالحرقان في منطقة البطن. يمكن للأشخاص أيضًا الاستلقاء ووضع أقدامهم بزاوية 45 درجة ورفعها بشكل مستقيم وثنيها مرة أخرى إلى زاوية 45 درجة ثم تكرار ذلك. بمجرد أن يكمل الأشخاص هذه التمارين، يمكنهم الوقوف بشكل مستقيم مع فتح كلتا ذراعيهم بشكل مستقيم والانحناء إلى اليسار ثم إلى اليمين باستخدام يد واحدة في كل مرة. أثناء الوقوف، يمكن للأشخاص أيضًا الوقوف بشكل مستقيم ووضع أيديهم على وركهم وتدوير أجسادهم من اليمين إلى اليسار والعكس أثناء الانحناء للأمام والخلف.

- الجلوس فوق الساقين في السرير مع ثني الصدر للأمام حتى يلامس السرير ثم العودة إلى وضعه الطبيعي. كما يمكن للأشخاص الجلوس على السرير مع فرد أرجلهم ثم الاستلقاء على الظهر والنهوض مرة أخرى دون استخدام أيديهم.

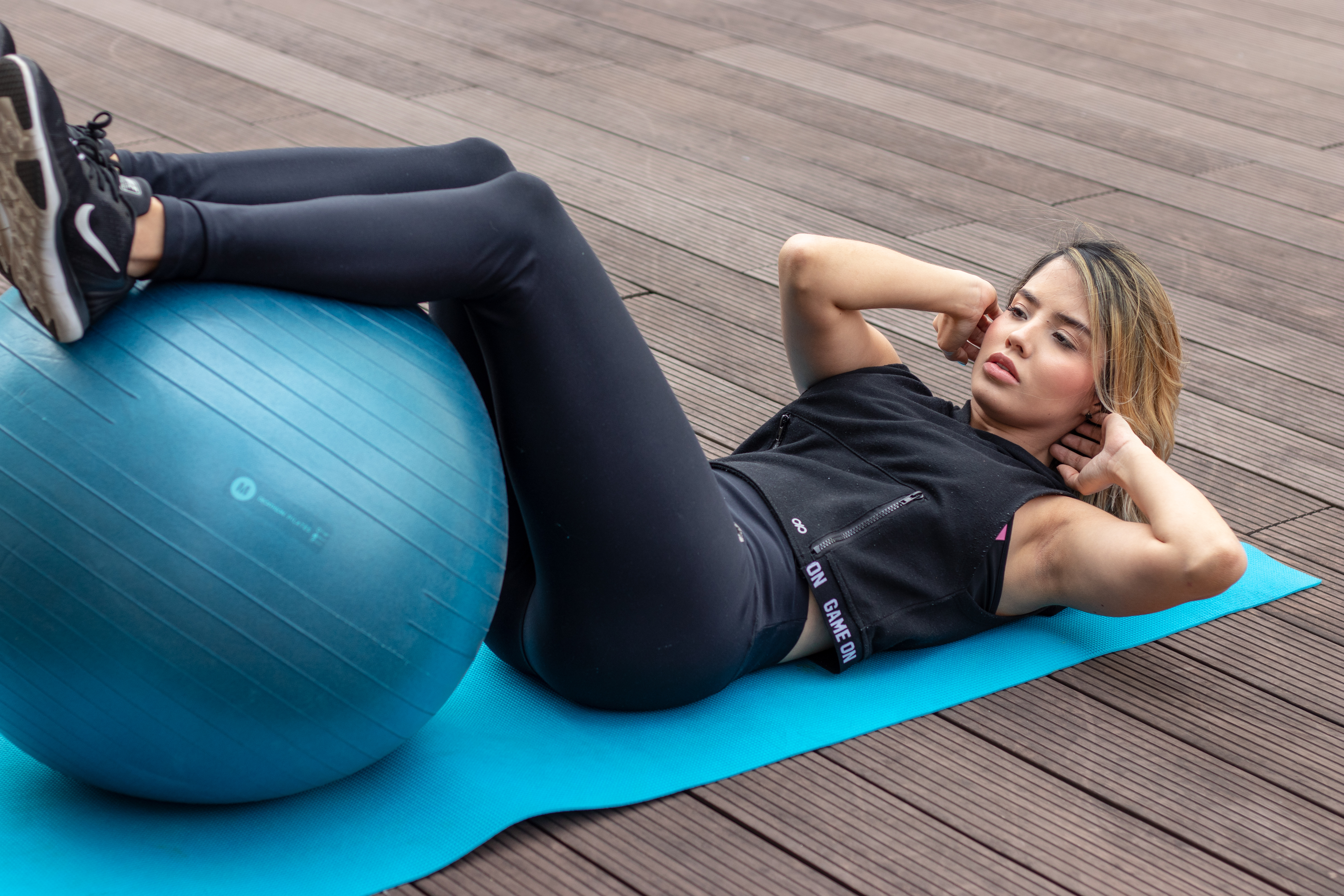

- استخدام الكرسي، يمكنهم وضع أذرعهم على جانبي الكرسي ومع وضع أرجلهم للخلف، سيدفعون للأسفل حتى تلمس بطنهم الكرسي. وأخيرًا، يستطيع الأشخاص الاستلقاء مع فرد أقدامهم ورفع أرجلهم إلى زاوية قائمة ثم العودة إلى الأسفل. من أجل فهم بصري أفضل، تم الحصول على كل هذه التمارين من مجلة تمارين البطن. [10]

## تمارين مختلفة

#### تمرين الدراجة
تستهدف الدراجة عضلات البطن المستقيمة والعضلات المائلة. يمكن أيضًا تدريب عضلات البطن المستقيمة باستخدام تمرين الضغط الأساسي، وتمارين الضغط العمودية، وتمارين الضغط العكسية، وتمارين الضغط العمودية الكاملة، وعندما تكون نسبة الدهون في الجسم منخفضة بما يكفي (10-12% للذكور، و15-18% للإناث) تصبح الأجزاء الفردية من العضلة مرئية، ويشير الكثيرون إلى هذا الفصل المرئي باسم عضلات البطن الستة. من خلال ممارسة تمارين العضلات المائلة الداخلية والخارجية يمكن الحصول على المعدة مسطحة. تمرين شد الذراعين الطويل، والذي يتم فيه فرد الذراعين إلى الخلف، يضيف رافعة أطول إلى الحركة ويركز على الجزء العلوي من عضلات البطن. لا يعمل تمرين اللوح الخشبي على تقوية عضلات البطن فحسب، بل يعمل أيضًا على تقوية الظهر واستقرار العضلات.

#### استخدام أدوات مساعدة
يمكن أيضًا أداء تمارين البطن بمساعدة بعض الأجهزة، ويعتبر كرسي الكابتن من أكثر الأجهزة شيوعًا المستخدمة في الصالات الرياضية والنوادي الصحية. كما تعتبر كرة التمرين أيضًا أداة تساعد على تقوية عضلات البطن. قد يكون أكثر فعالية من تمارين البطن على الأرض لأن عضلات البطن تقوم بعمل أكبر حيث لا تشارك الساقين في التمرين. من المحتمل أن تكون المعدات الأكثر فعالية لتقوية عضلات البطن هي تلك التي توفر أقل قدر من الاستقرار. تشمل الأمثلة بكرة اللياقة البدنية الأساسية، وتدريبات تعليق وزن الجسم، وكرات الاستقرار.

#### سلامة تمارين البطن
تضع تمارين البطن أيضًا قدرًا من القوة الضاغطة على العمود الفقري القطني، مما يضع ضغطًا غير مرغوب فيه على أسفل الظهر. بالإضافة إلى ذلك، فإن المبالغة في ممارسة تمارين البطن يمكن أن تسبب مشاكل في الجهاز التنفسي. توصلت دراسة أجريت على اثني عشر تمرينًا إلى أنه لا يوجد تمرين واحد يغطي جميع عضلات البطن بكثافة عالية وضغط منخفض.